# Jan Erik Düring
Jan Erik Düring (* 15. Juni 1926 in Bærum; † 13. März 2014 in Oslo) war ein norwegischer Filmschaffender.

## Leben
Düring begann seine Karriere als Filmschnitt-Assistent für den norwegischen Regisseur Tancred Ibsen und war ebenso als Requisiteur, Szenograf sowie unter anderem als Dekorateur in dem Spielfilm Den hemmelighetsfulle leiligheten von 1948 und in Trost i taklampa von 1955 tätig.
Mit den ebenfalls in der Filmbranche wirkenden Norwegern wie Erik Borge, Gunnar Sønstevold, Erik Løchen und Tore Breda Thoresen begann er in den 1950er Jahren bei ABC-Film, wo er bei der damals gefertigten Oslofilm-Reihe mitwirkte. Des Weiteren schuf er in den 1960er Jahren einige in Norwegen beliebte, sogenannte Hausfrauenfilme (Husmorfilmer) bzw. Familienfilme für Informasjonsfilm A/S.
Düring führte auch die Regie zu dem Kinoerfolg Knut Formos siste jakt von 1973 nach einem Drehbuch von Erik Løchen, ebenso zu den Filmen Bør Børson jr. von 1974, 1976 Kjære Maren nach dem Roman von Oskar Braaten, 1978 Bak høkerens disk, 1978 Syklus, 1978 Lucie nach Amalie Skrams Roman und 1985 Deilig er fjorden.  Zu einigen Filmen schrieb er auch das Drehbuch oder war als Produzent tätig. 
Düring war außerdem Vorsitzender der Filmgewerkschaft Norsk Filmforbund und hatte eine Leitungsfunktion beim Norsk Filmråd. Des Weiteren war er als Direktor bei der Filmgesellschaft Norsk Film A/S tätig.

## Filmografie

### Drehbuchautor
- 1952: Nødlanding
- 1963: Freske fraspark
- 1973: Knut Formos siste jakt
- 1976: Kjære Maren

### Regisseur
- 1950: Buss og trikk (Oslofilm)
- 1953: Fra Oslo Centrum (Dokumentation)
- 1953: Industribyen Oslo – gammel tid (Oslofilm)
- 1953: Industribyen Oslo – ny tid (Oslofilm)
- 1957: Hjemme hos oss. Husmorfilmen 1957.
- 1958: Elias, der Krabbenfischer (Elias rekefisker)
- 1964: Husmorfilmen høsten 1964
- 1965: Hjelp - vi får leilighet!
- 1969: Tipp topp. Husmorfilmen 1969
- 1973: Knut Formos siste jakt
- 1974: Bør Børson Jr.
- 1976: Kjære Maren
- 1979: Lucie
- 1980: Fabel
- 1985: Deilig er fjorden

### Produzent
- 1980: Arme, syndige menneske
- 1981: Sølvmunn
- 1981: Hinrichtung eines Lehrers (Martin)
- 1986: Stil (Kurzfilm)

### Produktionsmanager
- 1972: Motforestilling
- 1975: Streik!
- 1981: Sølvmunn

### Produktionsdesigner
- 1955: Trost i taklampa

### Assistenzregisseur
- 1951: Kranes konditori

### Set-Dekorateur
- 1948: Den hemmelighetsfulle leiligheten
- 1955: Trost i taklampa
- 1959: Jakten

### Schauspieler
- 1973: Kanarifuglen

### Restliche Crew
- 1963: Freske fraspark (Produktionskoordinator)
- 1976: Bør Børson II (Produktionskonsultant)